# Кочетов, Сергей Михайлович
Серге́й Миха́йлович Ко́четов (род. 13 мая 1947, Москва) — советский и российский учёный, аквариумист, писатель. Автор более 50 изданий по тематике аквариума и террариума, вышедших общим тиражом в России около 7 млн экземпляров, а также научных статей и более 150 видеофильмов по аквариумистике. Привез и впервые размножил в России больше сотни новых видов аквариумных рыб. Единственный автор-аквариумист в России, издающийся за рубежом. Координатор международной программы «Wildlife Conservation Through Aquarium Breeding»(WCTAB). Участник международной судейской коллегии конкурса аквариумов «The International Aquatic Plants Layout Contest» (Япония). Профессиональный водолаз.

## Биография
Родился в Москве. Аквариумистикой стал увлекаться с детства. Имеет 3 диплома о высшем образовании. Защитил кандидатскую диссертацию по специальности геофизика. Автор ряда научных работ и изобретений (изобретатель СССР). Владеет английским и немецким языками.

## Деятельность
Первую статью по аквариумистике в СССР опубликовал в 1972 году в журнале «Рыбоводство и рыболовство». Впоследствии был избран членом редколлегии этого журнала.
Первую статью за рубежом (ГДР) опубликовал в 1976 году, а в 1977 году в США.
В начале 1970-х был избран председателем Московского городского клуба аквариумистов и террариумистов им. Н. Ф. Золотницкого при Московском городском обществе охраны природы.
С конца 1970-х стал наблюдателем международной организации «Aqua — Terra International».
С 1978 года и по настоящее время — член редколлегии американского журнала «Freshwater And Marine Aquarium Magazine» издаваемого в Калифорнии.
Посетил более 50 стран мира, где выступал на конференциях и принимал участие в различных международных проектах по аквариумистике.
С конца 1980-х регулярно принимал участие в популярных телевизионных программах затрагивающих аквариумное увлечение (программы серии «Досуг», «Спокойной ночи малыши», «В мире животных»).
C cередины 1990-х годов является координатором международной программы «Wildlife Conservation Through Aquarium Breeding»(WCTAB). Проработал за рубежом 5 лет, занимаясь вопросами, связанными с аквариумистикой и лично знаком с большинством ведущих специалистов мира.
В 1988 году был избран председателем «Всесоюзного объединения любительских клубов аквариумистов и террариумистов» при учредительстве Министерства культуры СССР и Министерства Рыбного Хозяйства СССР.
В 1999 году был приглашен в состав международной судейской коллегии (15 судей со всего мира) для оценки конкурса аранжировки аквариумов регулярно проходящего в Японии — «The International Aquatic Plants Layout Contest».
Впервые организовал международную аквариумную выставку в Москве «Интер-Аква 89» и мастер класс мирового дизайнера аквариума Такаси Амано (Ниигата, Япония) — 7 июня 2003 г.
Привез и впервые размножил в России больше сотни новых видов аквариумных рыб.
Начиная с 2010 года, начал самостоятельно снимать видеофильмы по аквариумной тематике. Все видео на русском языке.

## Награды
- Награжден медалями ВДНХ, Всероссийского общества охраны природы, многочисленными дипломами и грамотами за организацию и участие в выставках московского, всесоюзного и международного уровней.